# Margaret Ashton
Margaret Ashton, född 1856, död 1937, var en brittisk politiker. 
Hon blev 1908 den första brittiska kvinnan i stadsfullmäktige. 